# Villa Mercedes
Villa Mercedes è una città dell'Argentina nella provincia di San Luis. Conta circa 97 000 abitanti ed è la seconda città della provincia per popolazione. È situata nella parte centro-orientale della provincia, sulla riva sinistra del fiume Quinto. Dista 32 km dal confine con la provincia di Córdoba, nei pressi della Ruta Nacional 7 che la collega alla capitale provinciale San Luis, 90 km in direzione nord-ovest.
La città fu fondata il 1º dicembre 1856 come insediamento misto civile e militare, per proteggere i territori dagli attacchi delle tribù indigene Ranquel. Il nome originale, Fuerte Constitucional, fu cambiato nel 1861 per "Villa Mercedes" per decisione dei residenti, che avevano adottato come patrono della città la Vergine della Misericordia (Virgen de las Mercedes).
Villa Mercedes crebbe rapidamente, specialmente dal 1875, quando fu costruita la stazione ferroviaria 4 km a nord della città, come estensione della ferrovia della compagnia Central Oeste Argentino che univa Rosario a Córdoba. Il Ferrocarril Andino, realizzato successivamente, toccava Villa Mercedes lungo il suo percorso da Buenos Aires a Mendoza. I treni, la cui funzione primaria era il trasporto dei prodotti della regione del Cuyo verso le province centrali, trasportavano anche molti immigrati in direzione opposta.
Villa Mercedes si vide ufficialmente conferito il titolo di città nel 1896. Attualmente è un importante polo industriale e scolastico, sede distaccata dell'Università Nazionale di San Luis.